# ماراد
ماراد (به عربی: ماراد) یک منطقهٔ مسکونی در عراق است.